# ویسوکا (ناحیه سویتاوی)
ویسوکا (به چکی: Vysoká) یک منطقهٔ مسکونی در جمهوری چک است که در ناحیه سویتاوی واقع شده‌است. ویسوکا ۲٫۸۸ کیلومتر مربع مساحت و ۲۴ نفر جمعیت دارد و ۵۶۲ متر بالاتر از سطح دریا واقع شده‌است.